# Goz Beïda

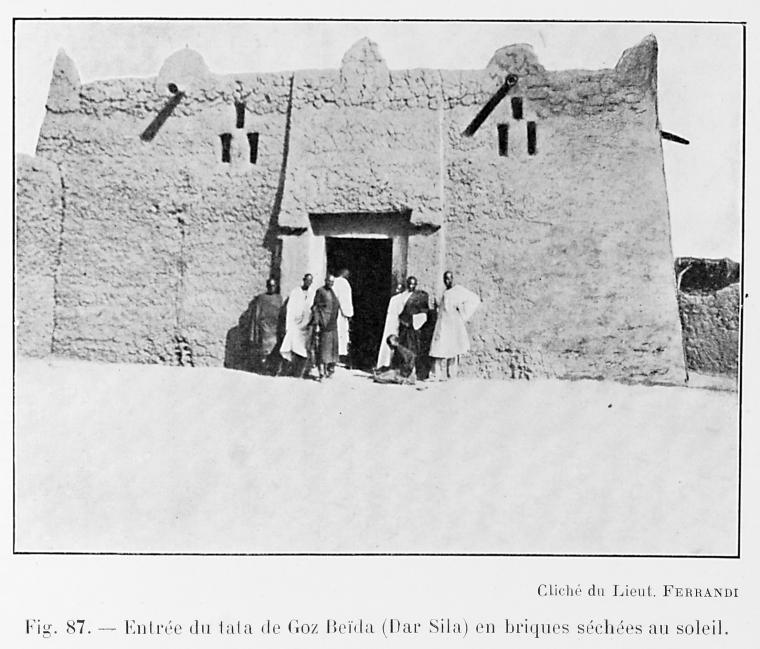
Das Stadttor von Goz Beïda, 1918

Goz Beïda ist eine Kleinstadt im Südosten des Tschad und Hauptstadt der 2008 erschaffenen Provinz Sila sowie des Departments Kimiti. Bis 2008 war es die Hauptstadt des Departments Sila. Goz Beïda hat rund 41.248 Einwohner.
Goz Beïda is etwa 70 Kilometer von der Grenze zum Sudan (Darfur-Region) entfernt. Tausende Flüchtlinge aus dem Sudan leben hier.
Die Stadt ist unter anderem über den Flugplatz Goz Beïda erreichbar.

## Persönlichkeiten
- Mahamat Abdelkerim (* 1933), Politiker und Diplomat